# Deerfield, Kansas
Deerfield là một thành phố thuộc quận Kearny, tiểu bang Kansas, Hoa Kỳ. Năm 2010, dân số của xã này là 700 người.

## Dân số
Dân số các năm:
- Năm 2000: 884 người
- Năm 2010: 700 người